# Puig Arboç (Riells i Viabrea)
El Puig Arboç és una muntanya de 1.079 metres que es troba al municipi de Riells i Viabrea, a la comarca catalana de la Selva.